# C++11

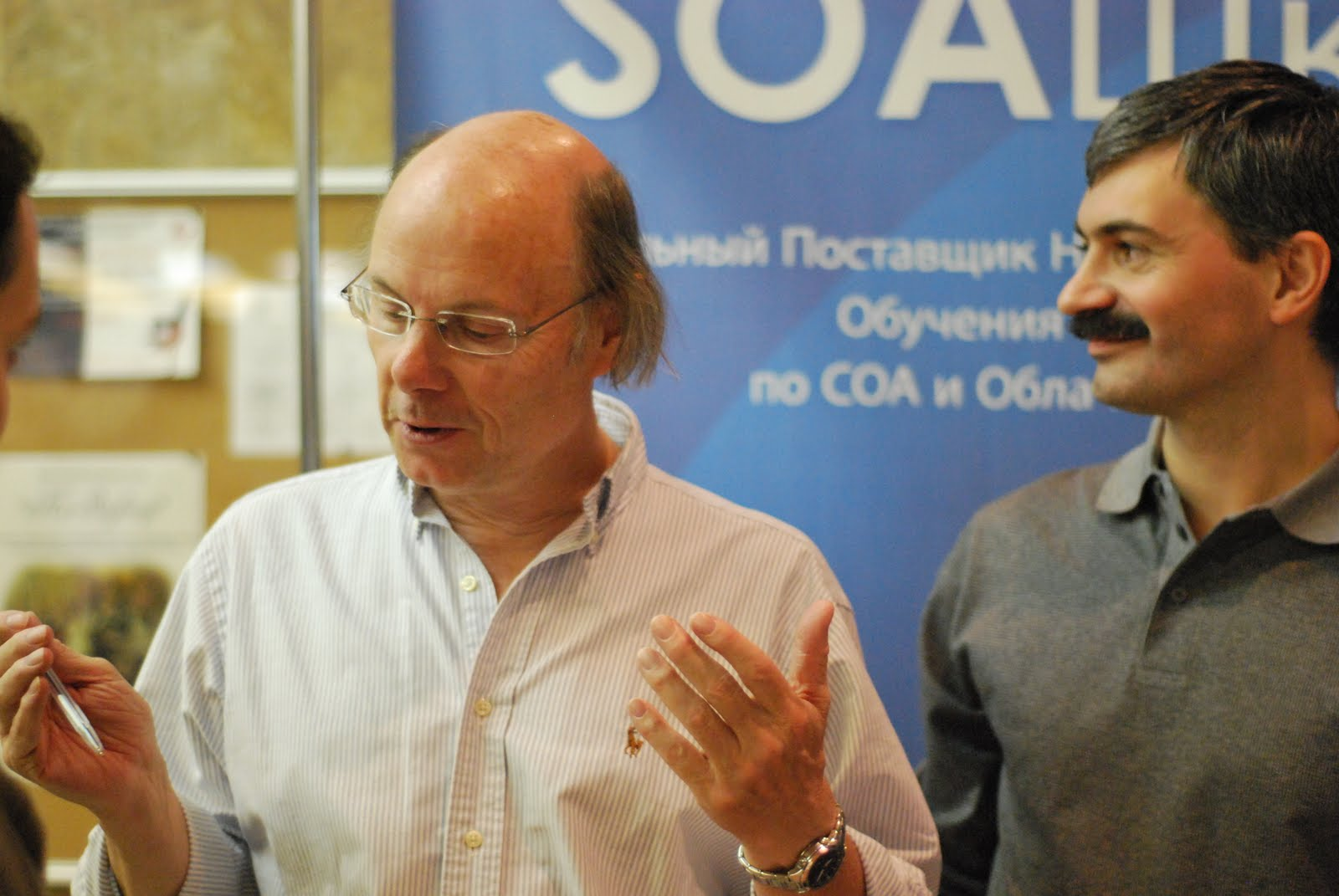
Autor jazyka C++ Bjarne Stroustrup (vlevo) na konferenci CEE-SECR 2010 v Moskvě

C++11 (dříve C++0x) je standard programovacího jazyka C++, který byl schválen organizací ISO 12. srpna 2011 a nahradil C++03. Označení navazuje na tradici pojmenovávání verzí jazyka podle roku publikování specifikace. C++11 přidává několik prvků k jádru jazyka a rozšiřuje standardní C++ knihovnu. V září 2011 byl standard publikován jako ISO/IEC 14882:2011.
Novějšími verzemi jsou C++14, C++17, C++20 a C++23, a pracuje se na verzi C++26.

## Cíle návrhu
Komise pro návrh C++11 kladla důraz na:
- zachování stability a kompatibility se staršími verzemi C++ a jazykem C
- nerozšiřování jádra jazyka (pokud je to možné) – nové vlastnosti přednostně zavádět do standardní knihovny[5]
- zlepšení jazyka C++, aby se usnadnil návrh systémů a knihoven místo zavádění nových vlastností užitečných pouze pro určité aplikace
- zvýšení typové bezpečnosti poskytnutím bezpečnějších alternativ k původním nebezpečným technikám
- zvýšení výkonnosti a zlepšení schopností pracovat přímo s hardwarem
- poskytování vhodných nástrojů pro řešení reálných problémů
- usnadnění učení a vyučování jazyku C++ bez odstraňování užitečných vlastností používaných zkušenými programátory

Významná je pozornost věnovaná začátečníkům, protože velká část programátorů jimi navždy zůstane, a protože si mnoho začátečníků nikdy nerozšíří své znalosti nad rámec těch aspektů jazyka, na které se specializují.

## Rozšíření jádra jazyka C++
Jednou z funkcí komise C++ je vývoj jádra jazyka. K oblastem jádra jazyka, které byly výrazně vylepšeny, patří podpora multithreadingu, podpora generického programování, uniformní inicializace a zvyšování výkonnosti.

### Rozšíření jádra pro rychlejší běh